# Dolok Ilir Satu
Dolok Ilir Satu is een bestuurslaag in het regentschap Simalungun van de provincie Noord-Sumatra, Indonesië. Dolok Ilir Satu telt 1790 inwoners (volkstelling 2010).